# Maria-Hilf-Kapelle (Lohrsdorf)

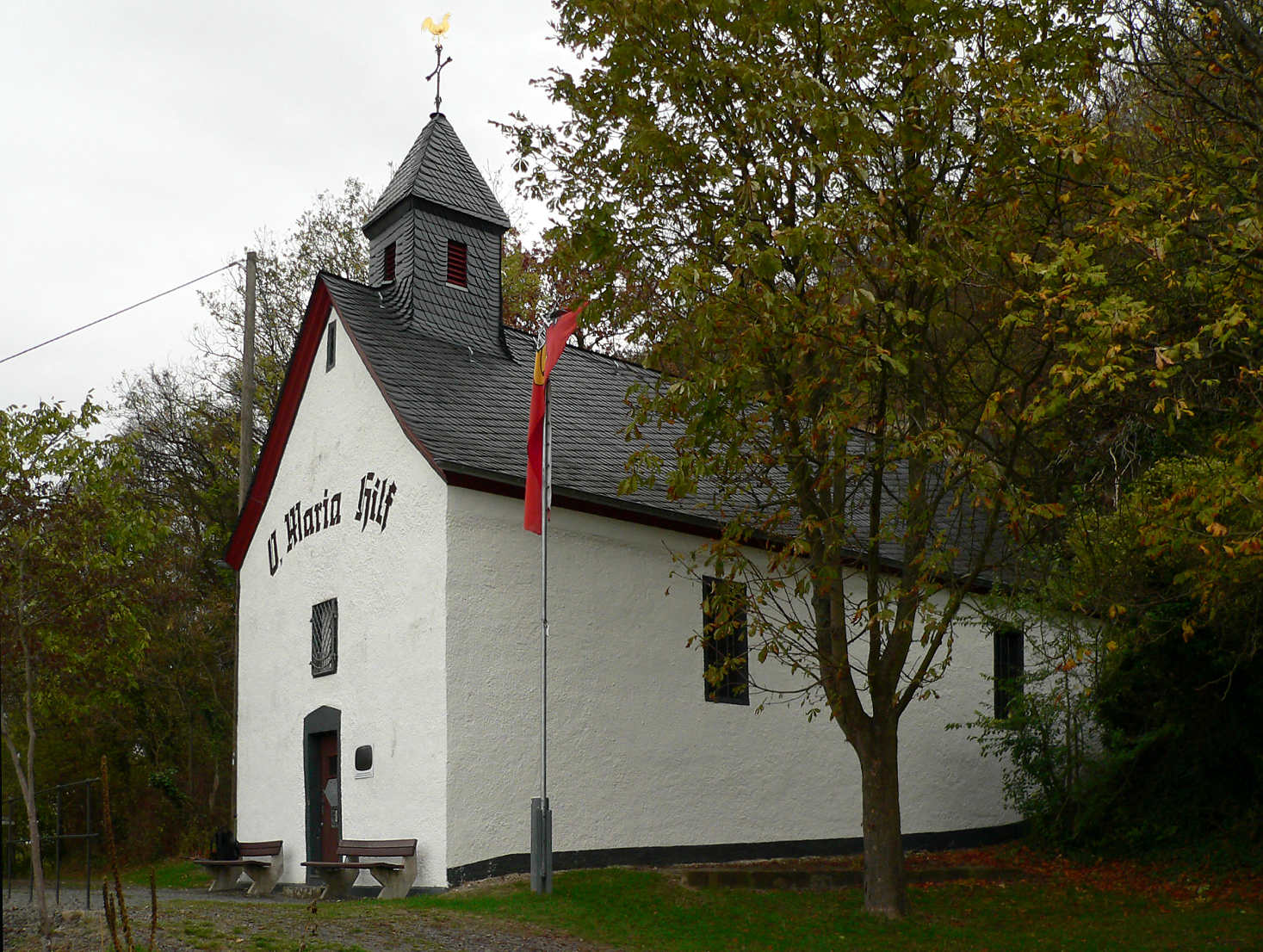
Maria-Hilf-Kapelle

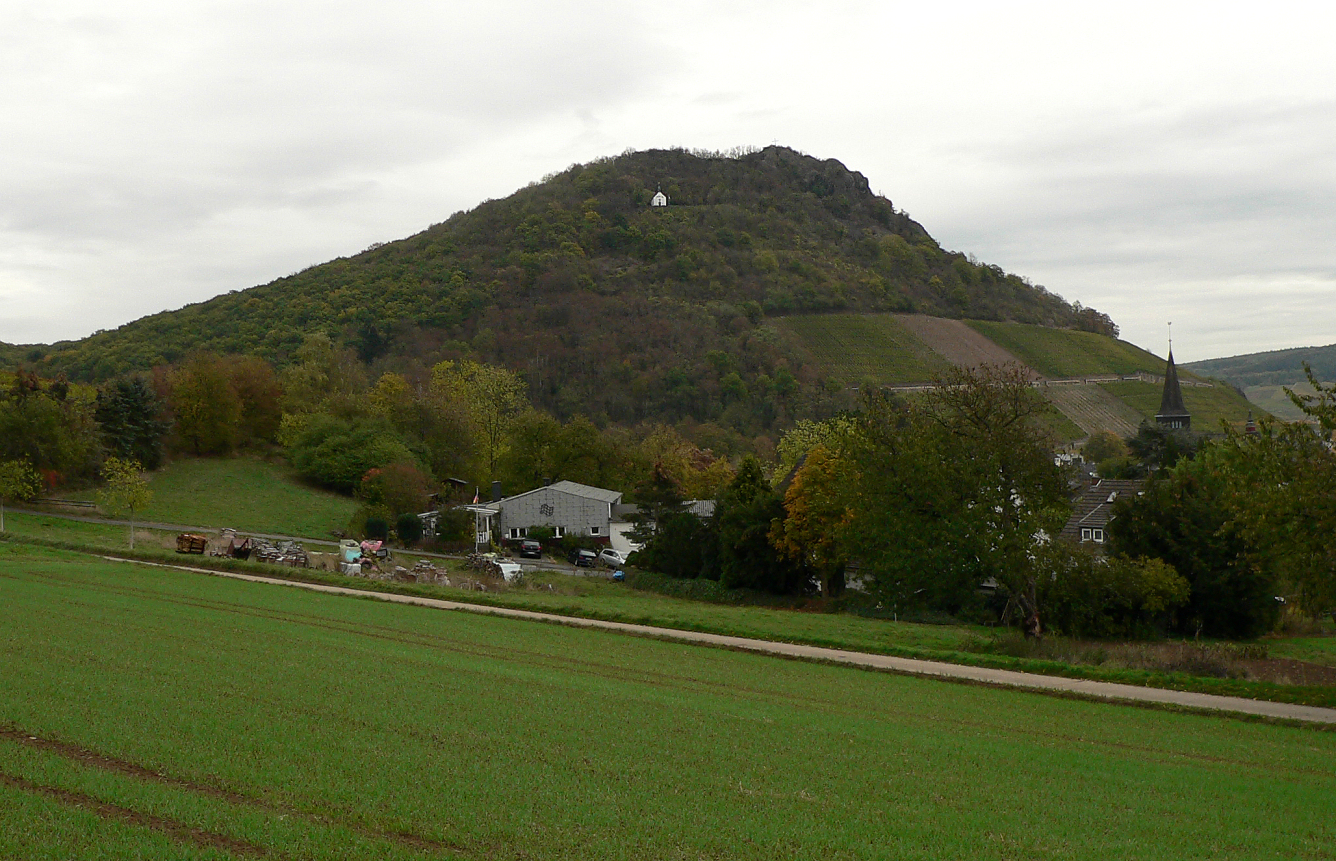
Die Kapelle auf dem Berg Landskrone

Die Maria-Hilf-Kapelle ist eine denkmalgeschützte Kapelle auf der Erhebung Landskrone unterhalb der Burg Landskron. Der im Kern romanische Saalbau wurde im Jahr 1212 erstmals urkundlich erwähnt.

## Lage
Die Kapelle befindet sich auf einem Plateau auf der Westseite der Landskrone und ist im Tal der Ahr weithin sichtbar. Sie gehört zu Lohrsdorf, einem Stadtteil und Ortsbezirk der Stadt Bad Neuenahr-Ahrweiler im Landkreis Ahrweiler in Rheinland-Pfalz.

## Beschreibung
Die Kapelle ist ein verputzter Bruchsteinbau aus großen Basaltsäulen. Die Westpforte vom Anfang des 13. Jahrhunderts hat eine Einfassung aus Berkumer Trachyt mit einem Flachgiebelsturz. An der Ostseite der Kapelle befindet sich hinter dem Altar ein kleiner aus dem Basaltfelsen ausgesparter Grottenraum. Um 1366 wird eine Klause erwähnt, deren Insasse möglicherweise in der Grotte wohnte.

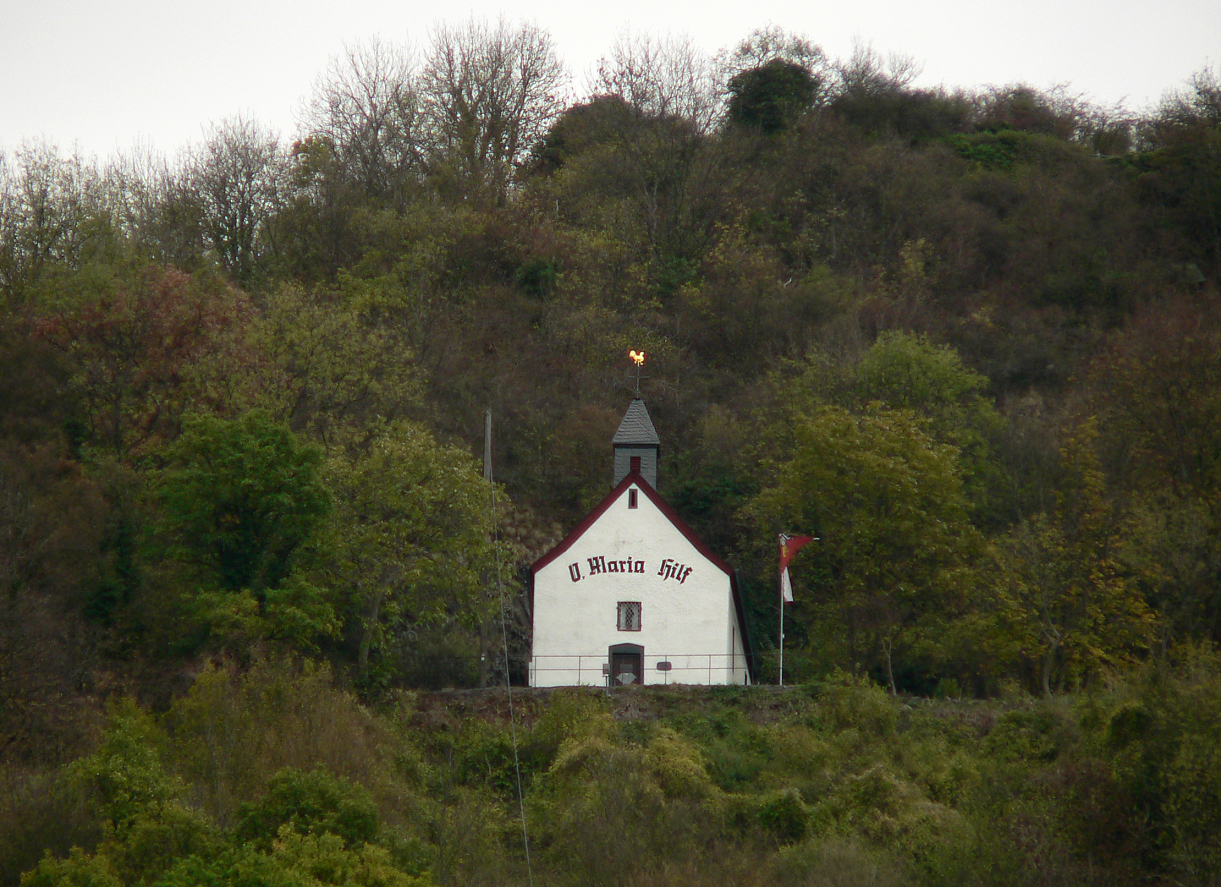
Die Kapelle von Heppingen aus gesehen
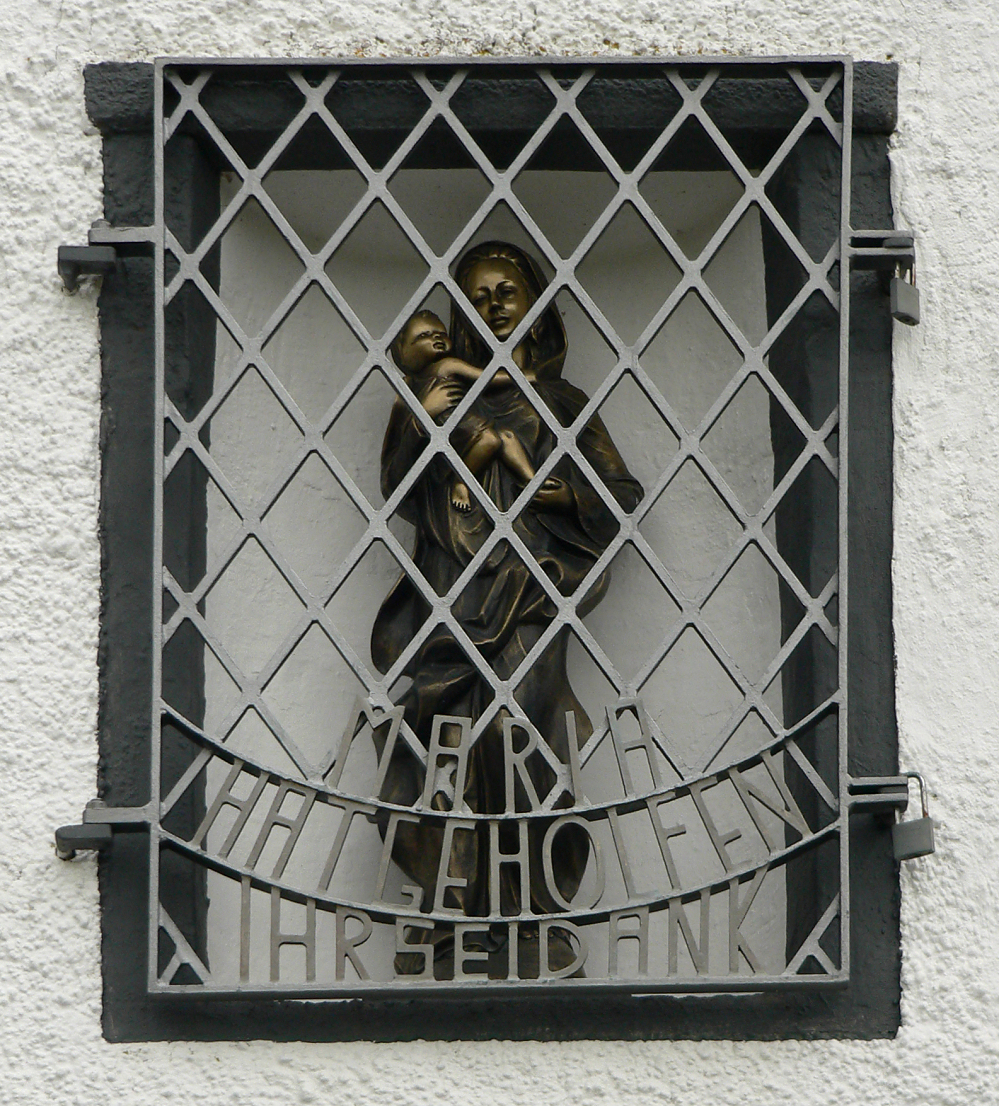
Marienbildnis an der Westfassade
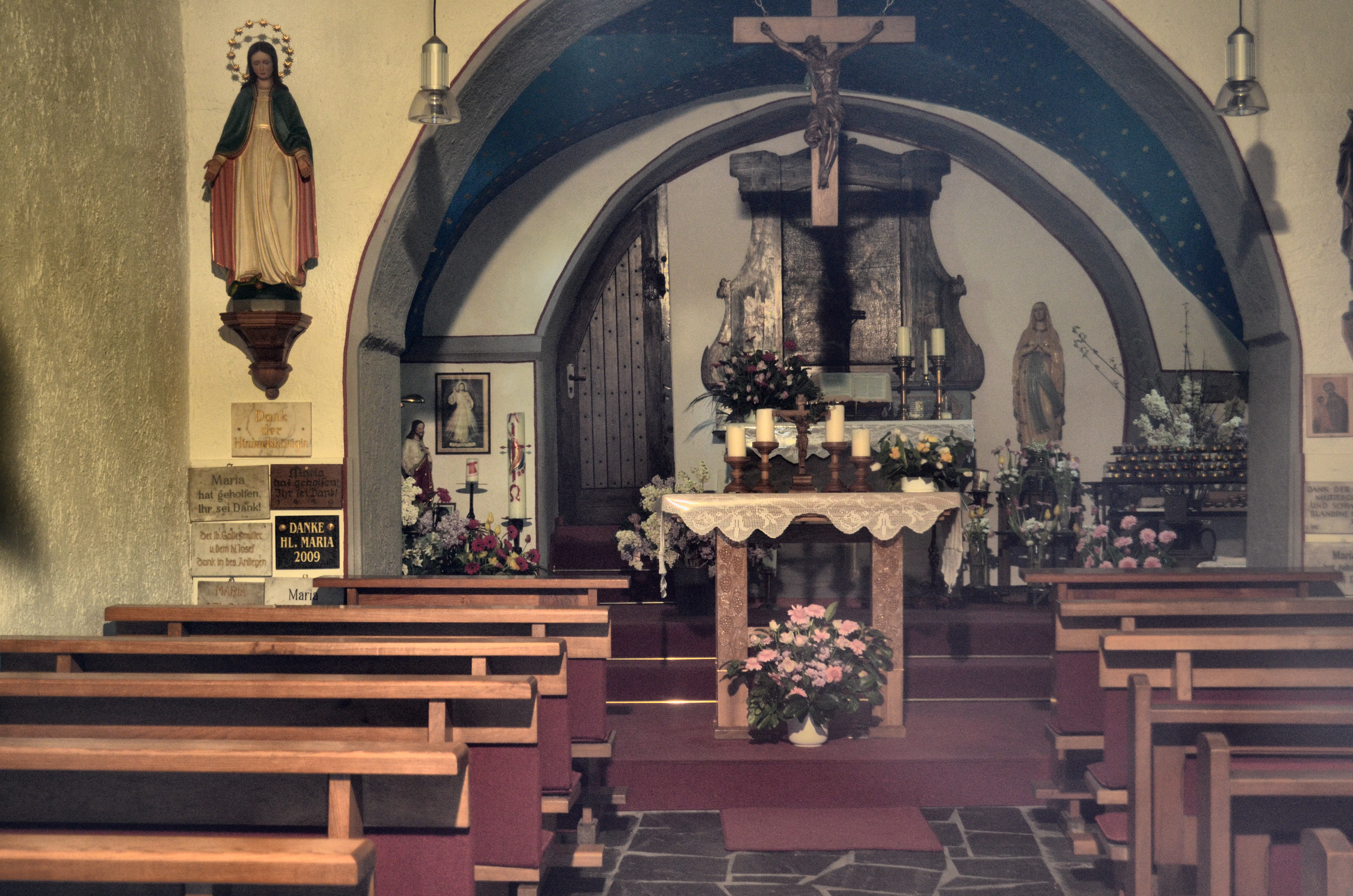
Innenansicht der Kapelle

## Geschichte

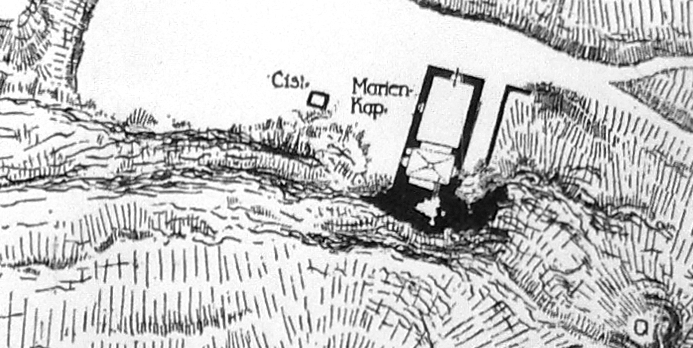
Lageplan der Maria-Hilf-Kapelle, 1910

Die Kapelle soll von einem Burgherren der 1206 erbauten Burg Landskrone errichtet worden sein, nachdem seine drei Töchter vor Raubrittern gerettet wurden. Deswegen wird sie auch „Drei Jungfern“ und auch „Fünf Jungfern“ nach einer Erwähnung um 1470 als „der fünff Jungfern Capell“ genannt. Bei einem Besuch der Burg Landskron im Jahr 1212 stellte Kaiser Otto IV. der Kapelle einen Schutzbrief aus, der sie von Abgaben befreite.
Die Kapelle unterstand der Pfarrei Heimersheim und wird heute vom Verein der Förderer der Maria-Hilf-Wallfahrtskapelle auf der Landskrone in Heppingen e.V. betreut. Der Verein übernahm eine Sanierung im Jahr 2010.